# كيف تعيش؟ (فيلم)
كيف تعيش؟ ((باليابانية: 君たちはどう生きるか) Kimitachi wa Dō Ikiru ka، تترجم حرفيا. "أنتم كيف تعيشون؟") هو فيلم أنمي ياباني من تأليف وإخراج هاياو ميازاكي وإنتاج استوديو جيبلي. يشير العنوان الياباني إلى رواية صدرت عام 1937 تحمل نفس الاسم للكاتب جينزابورو يوشينو، لكن الفيلم يحتوي على قصة أصلية غير مرتبطة بالرواية. وتم إصداره في اليابان في 14 تموز/ يوليو 2023.

## القصة
تدور القصة حول صبي يُدعى ماهيتو ماكي، يكتشف برجًا مهجورًا في بلدته الجديدة ويدخل عالمًا خياليًا مع مالك الحزين الرمادي الناطق.

## شباك التذاكر
حقق الفيلم أرباحًا وصلت إلى حوالي 2.14 مليار ين (15.45 مليون دولار أمريكي) خلال عطلة نهاية الأسبوع التي استمرت لمدة أربعة أيام على خلفية بيع 1.35 مليون تذكرة، مما يجعله أكبر افتتاحية نهاية أسبوع للمخرج ميازاكي على الإطلاق.
حقق الفيلم في شباك التذاكر في الولايات المتحدة 23.14 مليون دولار في أول اسبوع لعرضه، ليحطم الرقم القياسي القديم لافضل فيلم لجيبلي في الولايات المتحدة والذي كان فيلم "آريتي المقترضة" بإجمالي 19 مليون دولار لطول فترة عرضه.
.

## الجوائز والترشيحات
| قائمة الجوائز والترشيحات | قائمة الجوائز والترشيحات            | قائمة الجوائز والترشيحات | قائمة الجوائز والترشيحات | قائمة الجوائز والترشيحات |
| السنة                    | الجائزة                             | الفئة                    | النتيجة                  | م.                       |
| ------------------------ | ----------------------------------- | ------------------------ | ------------------------ | ------------------------ |
| 2023                     | المجلس الوطني للمراجعة              | أفضل 10 أفلام            | فوز                      | [ 27 ]                   |
| 2023                     | جمعية بوسطن لنقاد السينما           | أفضل فيلم رسوم متحركة    | فوز                      | [ 28 ]                   |
| 2023                     | جمعية نقاد السينما في لوس أنجلوس    | أفضل فيلم رسوم متحركة    | فوز                      | [ 28 ]                   |
| 2023                     | جمعية واشنطن العاصمة لنقاد السينما  | أفضل فيلم رسوم متحركة    | رُشِّح                      | [ 29 ]                   |
| 2023                     | جمعية واشنطن العاصمة لنقاد السينما  | أفضل اداء صوتي           | رُشِّح                      | [ 29 ]                   |
| 2023                     | جمعية شيكاغو لنقاد السينما          | أفضل فيلم رسوم متحركة    | فوز                      | [ 30 ] [ 31 ]            |
| 2023                     | جمعية شيكاغو لنقاد السينما          | أفضل فيلم اجنبي          | رُشِّح                      | [ 30 ] [ 31 ]            |
| 2023                     | جمعية دالاس فورت وورث لنقاد السينما | أفضل فيلم رسوم متحركة    | فوز                      | [ 32 ]                   |
| 2024                     | جوائز الغولدن غلوب                  | أفضل فيلم رسوم متحركة    | فوز                      |                          |
| 2024                     | جوائز الغولدن غلوب                  | أفضل موسيقى تصويرية      | رُشِّح                      |                          |
| 2024                     | جائزة الاوسكار                      | أفضل فيلم رسوم متحركة    | فوز                      |                          |
| 2024                     | جائزة الاوسكار                      | أفضل موسيقى              | رُشِّح                      |                          |